# Meisenthal
Meisenthal település Franciaországban, Moselle megyében. Lakosainak száma 641 fő (2022. január 1.). Meisenthal Goetzenbruck, Montbronn, Mouterhouse, Saint-Louis-lès-Bitche, Soucht és Wingen-sur-Moder községekkel határos.

## Népesség
A település népességének változása:
| Lakosok száma | 876  | 828  | 793  | 772  | 697  | 703  | 699  | 674  | 662  | 641  |
|               | 1968 | 1982 | 1990 | 2006 | 2013 | 2015 | 2017 | 2019 | 2020 | 2022 |